# Chvalová
Chvalová (węg. Felsőfalu, do 1899 Felfalu) – wieś i gmina (obec) na Słowacji w powiecie Revúca, w kraju bańskobystrzyckim.
Pierwsza wzmianka o wsi pochodzi z 1343 roku. W latach 1938–1945 przyłączona do Węgier.